# Cuatro estaciones: Verano
Cuatro estaciones: Verano es el segundo EP del cantante venezolano Lasso. Se lanzó el 25 de septiembre de 2020 a través de Universal Music.
El álbum se caracteriza por el estilo clásico de Lasso, con una combinación de ritmos fluidos y suaves entre balada romántica, urbano y pop. Es el segundo de cuatro EPs de la serie "Cuatro estaciones".
Se desprenden del mismo, algunos sencillos como: «Mmm» y «Hasta ese día».

## Lista de canciones
| N.º | Título                    | Duración |  |
| 1.  | «Mmm»                     | 2:43     |  |
| 2.  | «Elefantes en la barriga» | 3:00     |  |
| 3.  | «Hasta ese día»           | 3:23     |  |
| 4.  | «Mala memoria»            | 2:49     |  |
| 5.  | «Ibuprofeno»              | 3:32     |  |